# 小行星7010
小行星7010（英語：7010 Locke）是一颗围绕太阳公转的小行星。1987年8月28日，艾瑞克·怀特·埃尔斯特在拉西拉天文台发现了此天体。
这颗小行星的绝对星等为38.9914645261008等。